# José Salcedo
Pour les articles homonymes, voir Salcedo.
José Salcedo est un monteur espagnol né en 1949 à Ciudad Real et mort le 19 septembre 2017 à Madrid.

## Biographie
José Salcedo est le monteur de nombreux films de Pedro Almodóvar et d'Agustín Díaz Yanes pour lesquels il a gagné plusieurs récompenses (dont 3 Goyas).

## Filmographie sélective
- 1986 : L'Autre Moitié du ciel (La mitad del cielo) de Manuel Gutiérrez Aragón
- 1987 : La Loi du désir (La ley del deseo) de Pedro Almodóvar
- 1988 : Femmes au bord de la crise de nerfs (Mujeres al borde de un ataque de "nervios") de Pedro Almodóvar
- 1988 : El placer de matar de Félix Rotaeta
- 1988 : Baton Rouge de Rafael Moleón
- 1988 : Remando al viento de Gonzalo Suárez
- 1989 : Attache-moi ! (Átame!) de Pedro Almodóvar
- 1991 : Talons aiguilles (Tacones lejanos) de Pedro Almodóvar
- 1992 : Le Maître d'escrime (El maestro de esgrima) de Pedro Olea
- 1994 : El detective y la muerte de Gonzalo Suárez
- 1995 : Personne ne parlera de nous quand nous serons mortes (Nadie hablará de nosotras cuando hayamos muerto) d'Agustín Díaz Yanes
- 1999 : Tout sur ma mère (Todo sobre mi madre)  de Pedro Almodóvar
- 2000 : Leo de José Luis Borau
- 2001 : Sans nouvelles de Dieu (Sin noticias de Dios) d'Agustín Díaz Yanes
- 2004 : La Mauvaise Éducation (La mala educación) de Pedro Almodóvar
- 2006 : Volver de Pedro Almodóvar
- 2008 : Venganza (Solo quiero caminar) d'Agustín Díaz Yanes
- 2009 : Étreintes brisées (Los abrazos rotos) de Pedro Almodóvar
- 2011 : Días de gracia d'Everardo Valerio Gout
- 2011 : La piel que habito de Pedro Almodóvar
- 2013 : Les Amants passagers (Los amantes pasajeros) de Pedro Almodóvar
- 2016 : Julieta de Pedro Almodóvar
- 2017 : Oro, la cité perdue d'Agustín Díaz Yanes

## Récompenses
- Prix Goya du meilleur montage pour :
  - Femmes au bord de la crise de nerfs
  - Personne ne parlera de nous quand nous serons mortes
  - Tout sur ma mère